# José Antonio Satué Huerto
José Antonio Satué Huerto (ur. 6 lutego 1968 w Sesa) – hiszpański duchowny rzymskokatolicki, biskup diecezjalny Teruel i Albarracín w latach 2021-2025, biskup diecezjalny Malagi (nominat).  

## Życiorys

### Prezbiterat
Święcenia kapłańskie przyjął 4 września 1993 i został inkardynowany do diecezji Huesca. Pracował głównie jako duszpasterz parafialny, był także m.in. delegatem biskupim ds. mediów, wikariuszem sądowym oraz wikariuszem generalnym diecezji. W 2015 rozpoczął pracę w watykańskiej Kongregacji ds. Duchowieństwa.

### Episkopat
16 lipca 2021 roku papież Franciszek mianował go biskupem diecezjalnym Teruel i Albarracín. Sakry udzielił mu 18 września 2021 kardynał Juan José Omella Omella.
9 września 2023 papież Franciszek mianował go członkiem Dykasterii ds. Biskupów. 
27 czerwca 2025 papież Leon XIV przeniósł go na urząd biskupa diecezjalnego Malagi.  